# Сова (фільм, 1924)
Сова (азерб. Bayquş) — радянська німа кінодрама 1924 року, знята на кіностудії АФКІ.

## Сюжет
Оповідає про класову боротьбу в селі між різними верствами населення, до становлення Радянської влади.

## У ролях
- Аббас Мірза Шаріфзаде — Хан
- Агарза Кулієв — Алі
- Мовсун Санані — другорядна роль
- Олександр Маковський — другорядна роль

## Знімальна група
- Сценарист: Лео Мур
- Оператор-постановник: Володимир Лемке
- Режисер-постановник: Георгій Кравченко